# 직교 진폭 변조
직교 진폭 변조(直交振幅變調, Quadrature Amplitude Modulation, QAM)는 독립된 2개의 반송파인 동상(in-phase) 반송파와 직각 위상(quadrature) 반송파의 진폭과 위상을 변환・조정하여 데이터를 전송하는 변조 방식이다.
이 2개의 반송파(보통은 사인 곡선)는 90°만큼씩 서로 직각 위상(in quadrature)이 된다.
제한된 전송 대역 내에서 데이터 전송을 고속으로 하는 데 유리하다. ASK와 PSK를 혼합시킨 변조 방식이며 디지털 신호 처리 및 LSI 기술이 발전하여 실현되었다. 이 방식에서는 데이터의 타이밍을 표시하는 파일럿 신호가 필요하지 않다.

## 개요
다른 변조 방식과 같이 QAM변조도 데이터 신호에 대해 반송신호 또는 반송파(보통은 사인 곡선)의 어떠한 요소를 변경하여 데이터를 전송한다.
QAM변조의 경우 데이터 신호를 표시하기 위해 직각 위상관계에 있는 2개의 반송파의 진폭・위상이 변한다.
QAM변조는 진폭 변조(ASK)와 위상 변조(PSK)의 조합인 진폭 위상 변조(APSK)의 한 종류이다.

## 양자화된 QAM
많은 디지털 변조 방식과 같이 신호 공간 다이어그램은 도움이 된다.
QAM의 경우 일반적으로 신호점은 동일한 수직과 수평 간격의 정사각형의 격자에 배치된다. 하지만 다른 구성도 가능하다(예를 들면 Cross-QAM).
디지털 전기 통신에서 데이터는 일반적으로 바이너리이기 때문에 격자의 점의 수는 2의 거듭 제곱이 된다...

## 양자화된 QAM 퍼포먼스
오류율을 측정하는데 있어 아래와 같이 정의한다:
- {\displaystyle M}   = 심볼의 수
- {\displaystyle E_{b}} = 1비트 정도의 전력
- {\displaystyle E_{s}} = 1심볼 정도의 전력 = {\displaystyle kE_{b}}（1심볼 정도가k 비트）
- {\displaystyle N_{0}} = 노이즈 전력 스펙트럼 밀도(W/Hz)
- {\displaystyle P_{b}}   = 비트 오류율（BER: Bit Error Rate）
- {\displaystyle P_{bc}} = 1반송파 정도의 비트 오류율
- {\displaystyle P_{s}}   = 심볼 오류율（SER: Symbol Error Rate）
- {\displaystyle P_{sc}} = 1반송파 정도의 심볼 오류율
- {\displaystyle Q(x)={\frac {1}{\sqrt {2\pi }}}\int _{x}^{\infty }e^{-t^{2}/2}dt,\ x\geq {}0}.

{\displaystyle Q(x)}는 아래의 보완 오차 함수와 관련된다:
{\displaystyle Q(x)={\frac {1}{2}}\operatorname {erfc} \left({\frac {x}{\sqrt {2}}}\right)},
오류율은 가산성 화이트 가우스 노이즈가 인용된다.

### Rectangular QAM

16QAM의 신호 공간 다이어그램.

심볼 오류율은 아래의 식으로 정의된다
{\displaystyle P_{sc}=2\left(1-{\frac {1}{\sqrt {M}}}\right)Q\left({\sqrt {{\frac {3}{M-1}}{\frac {E_{s}}{N_{0}}}}}\right)},
여기서{\displaystyle \,P_{s}}는、
{\displaystyle \,P_{s}=1-\left(1-P_{sc}\right)^{2}}.
비트 오류율은 아래의 식으로 정의된다
{\displaystyle P_{bc}={\frac {4}{k}}\left(1-{\frac {1}{\sqrt {M}}}\right)Q\left({\sqrt {{\frac {3k}{M-1}}{\frac {E_{b}}{N_{0}}}}}\right)},
여기서{\displaystyle \,P_{b}}는、
{\displaystyle \,P_{b}=1-\left(1-P_{bc}\right)^{2}}.

## 같이 보기
- 변조 방식
- 8VSB